# اچ‌دی ۲۱۰۷۰۲
اچ‌دی ۲۱۰۷۰۲ یک ستاره است که در صورت فلکی اسب بالدار قرار دارد.